# Quái quả lông mềm
- Quái quả lông mềm hay rau núi, cỏ lộ châu (danh pháp: Circaea mollis) là một loài thực vật có hoa trong họ Anh thảo chiều. Loài này được Siebold & Zucc. miêu tả khoa học đầu tiên năm 1847.[1]

## Hình ảnh

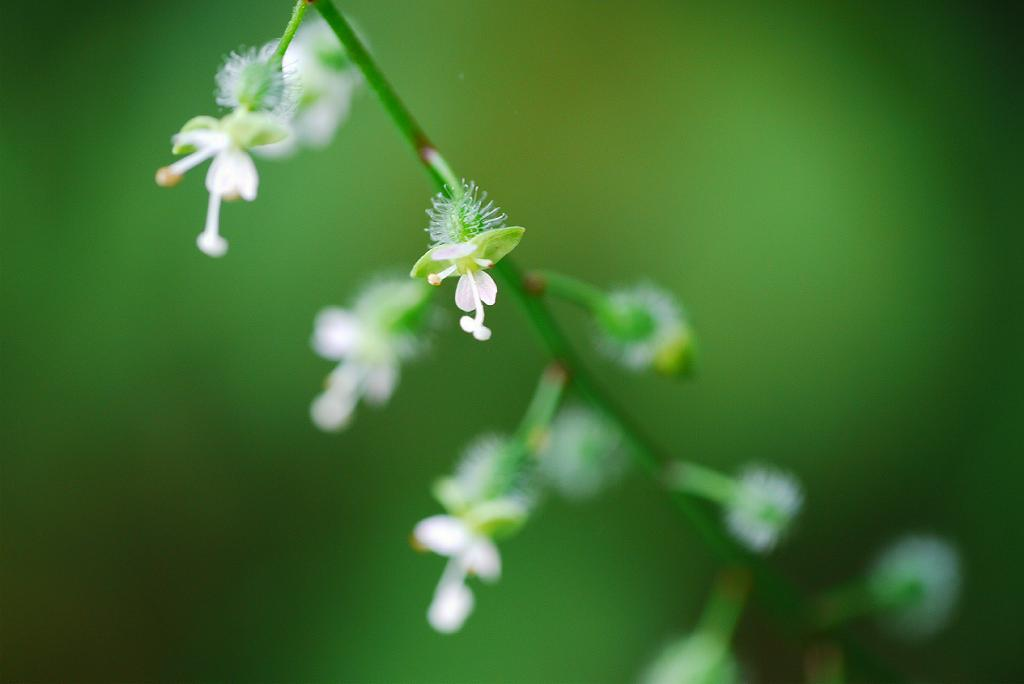
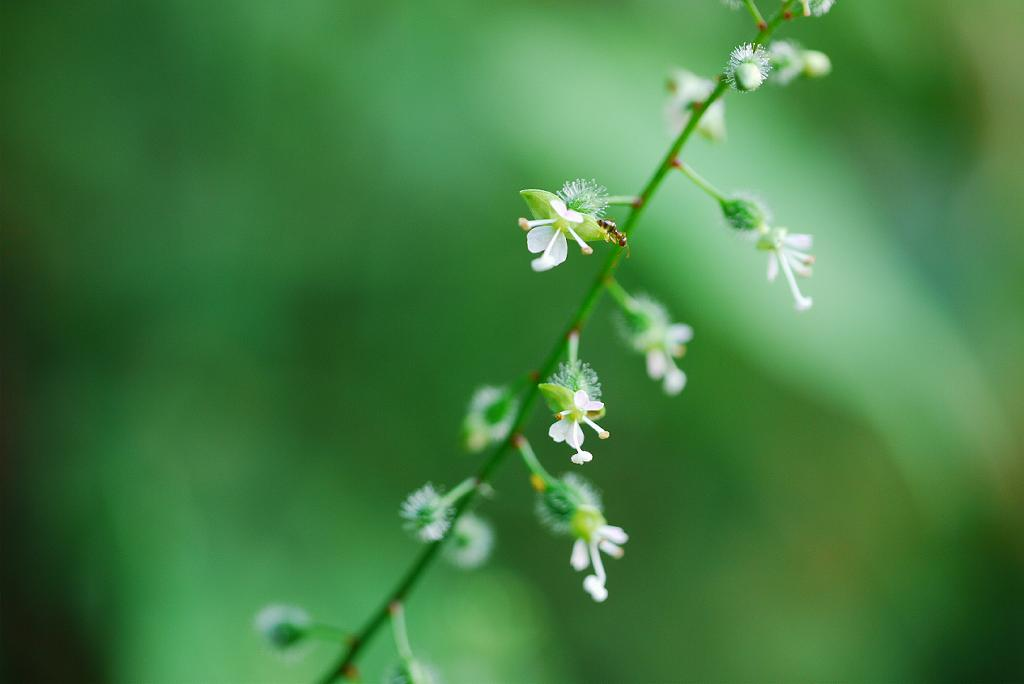
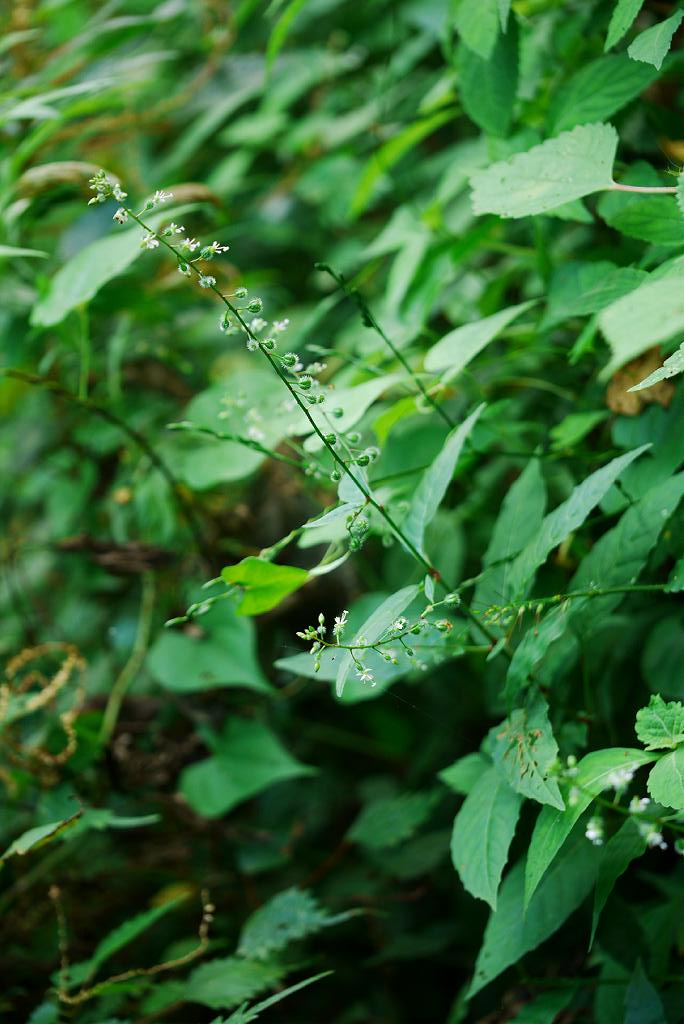